# Plage de l'Horloge
La plage de l'Horloge est une plage artificielle urbaine dans le Vieux-Port de Montréal au quai de l'Horloge, où se trouve aussi la tour de l'Horloge de Montréal. La plage a été ouverte en 2012, conçue par le  designer montréalais Claude Cormier, qui conçoit également des plages urbaines à Toronto,.
Ces dernières années, le groupe Les amiEs du courant Sainte-Marie milite pour une plage agrandie avec baignade.